# Manlio Brosio
Manlio Brosio (10. července 1897 Turín – 14. března 1980 Turín) byl italský politik a diplomat, od 1. srpna 1964 do 1. října 1971 generální tajemník NATO.

## Životopis
Narodil se 10. července 1897 v Turíně Edoardu Brosiovi a Fortunatě Curadelliové. Během studia na Právnické fakultě Turínské univerzity byl v roce 1916 povolán do zbraně a po absolvování důstojnické kadetní školy se zúčastnil první světové války jako důstojník Alpini, během níž byl vyznamenán stříbrnou medailí za vojenskou statečnost a válečným křížem.
Po skončení konfliktu pokračoval ve studiu, které ukončil v roce 1920, a stal se blízkým spolupracovníkem Piera Gobettiho, připojil se k Italské liberální straně a Gobettiho projektu Rivoluzione liberale, díky němuž nepodporoval fašistický režim. Po varování fašistické policie v roce 1927 se distancoval od přímé politické angažovanosti, ačkoli udržoval kontakty s antifašisty, zejména s Luigim Einaudim a Benedettem Crocem, a během dvacetiletého působení Mussoliniho ve funkci premiéra pokračoval v práci advokáta.
Za druhé světové války, po uzavření příměří z Cassibile v roce 1943, se zapojil do odboje a stal se členem vojenské rady CLN jako delegát Italské liberální strany spolu s Giorgiem Amendolou (PCI), Riccardem Bauerem (PdA), Giuseppem Spatarem (DC), Sandrem Pertinim (PSIUP) a Mariem Cevolottem (DL). Mezi jeho úkoly patřilo zejména navázat spojení s tajnou vojenskou frontou plukovníka Cordera Lanzy di Montezemola.
V roce 1944 byl krátce také generálním tajemník Italské liberální strany. Na konci války byl ministrem bez portfeje v první a druhé vládě Ivanoea Bonomiho, místopředsedou rady ve vládě Ferruccia Parriho, a opět ministrem, tentokrát války, v první exekutivě vedené Alcidem De Gasperim. Po institucionálním referendu 2. června 1946, v němž se vyslovil pro republiku, opustil PLI, která se většinově postavila za monarchii.

### Diplomatická kariéra

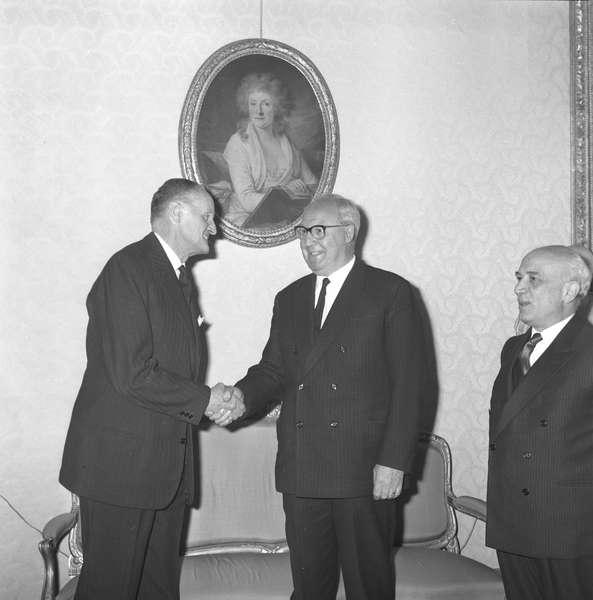
Brosio s prezidentem Giuseppem Saragatem a Amintorem Fanfananim v roce 1965

V roce 1946 zahájil svou diplomatickou kariéru jmenováním velvyslancem v Moskvě, v roce 1952 se přestěhoval do Londýna, kde podepsal známé memorandum, a poté se v roce 1955 přestěhoval do Washingtonu jako italský velvyslanec v USA, kde vystřídal Alberta Tarchianiho. Velvyslancem zůstal až do roku 1961, kdy se přestěhoval do Paříže.
Dne 14. června 1962 podepsal jménem Itálie spolu se svými kolegy z Belgie, Dánska, Francie, Německa, Nizozemska, Španělska, Švédska, Švýcarska a Spojeného království zakládající dokument ESRO (Evropská organizace pro výzkum vesmíru), která se v roce 1975 sloučila s ESA (Evropskou kosmickou agenturou).

### Generální tajemník NATO a návrat do politiky
Dne 1. srpna 1964 se stal generálním tajemníkem NATO, prvním Italem na tomto postu, který zastával více než sedm let, do 1. října 1971. Několik dní před svým odchodem z úřadu mu americký prezident Richard Nixon udělil Prezidentskou medaili svobody.
Po odchodu z NATO se vrátil do italské politiky. V letech 1972 až 1976 byl senátorem za PLI a předsedou PLI v Senátu, ve volbách v roce 1976 nebyl znovu zvolen a odešel z aktivního politického života. V lednu 1979 byl jmenován předsedou Italského atlantického výboru a tuto funkci zastával až do své smrti v rodném Turíně po krátké nemoci. Byl pohřben v rodinné hrobce ve Venaria Reale.

## Publikace
- BROSIO, Manlio. Riflessioni su Piero Gobetti. Turín: [s.n.], 1974.
- BROSIO, Manlio. La soluzione occidentale della crisi italiana. [s.l.]: [s.n.], 1976.
- BROSIO, Manlio. Diari di Manlio Brosio. [s.l.]: [s.n.]

## Vyznamenání
- rytíř velkokříže Řádu zásluh o Italskou republiku (1955)[7]
- Prezidentská medaile svobody (1971)[5]